# Sextilion
Sextilion je základní číslovka, která označuje číslo 1 000 000 000 000 000 000 000 000 000 000 000 000 neboli 1036 v evropské „dlouhé“ škále. Používá se jen výjimečně. Pro takto vysoký násobek ani není určena SI předpona.
V anglicky mluvících zemích označuje sextilion 1021, tj. triliardu evropské „dlouhé“ škály.
Vyjadřuje například přibližně počet adres IPv6. Bylo použito pro vyjádření inflace v Zimbabwe v roce 2009.